# Kelbrook and Sough
Kelbrook and Sough – civil parish w Anglii, w Lancashire, w dystrykcie Pendle. W 2011 civil parish liczyła 1008 mieszkańców.